# Museo Redpath
El museo Redpath (en francés: Musée Redpath) es un museo de historia natural perteneciente a la Universidad McGill y situado en el campus de la universidad, en la calle 859, rue Sherbrooke Ouest, Montreal, Quebec, Canadá. Fue construido en 1882 como un regalo del barón Peter Redpath. Alberga colecciones de interés para la etnología, biología, paleontología, mineralogía y la geología. Las colecciones fueron creadas por algunos de los mismos individuos que fundaron el Smithsonian y el Royal Ontario Museum. El actual director es David Green.
Por encargo de Redpath, para conmemorar el 25 aniversario del nombramiento de Sir John William Dawson, el Museo fue diseñado por AC Hutchison y Steele AD. Es el edificio más antiguo construido específicamente para ser un museo en Canadá. Tanto el interior del museo y la parte exterior se han utilizado como un conjunto para realizar películas y anuncios publicitarios.
En el centro también funciona el Museo del Azúcar de Redpath, en Toronto. Este museo abrió sus puertas en 1979.

## Algunas colecciones

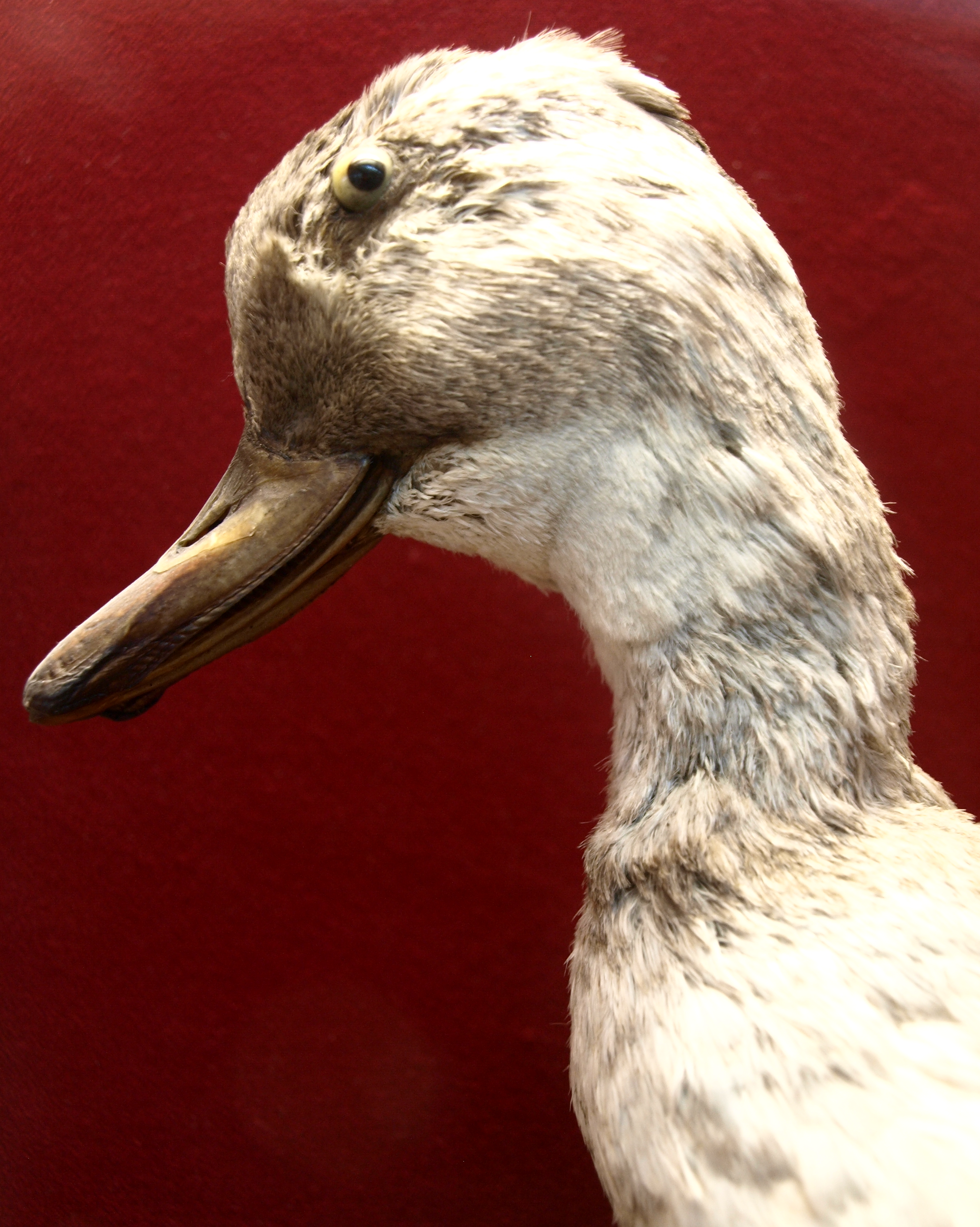
Camptorhynchus labradorius
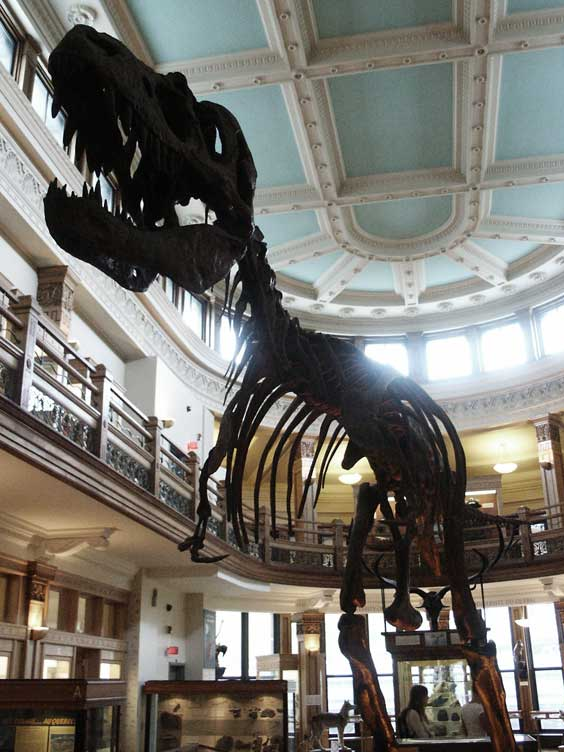
Albertosaurus
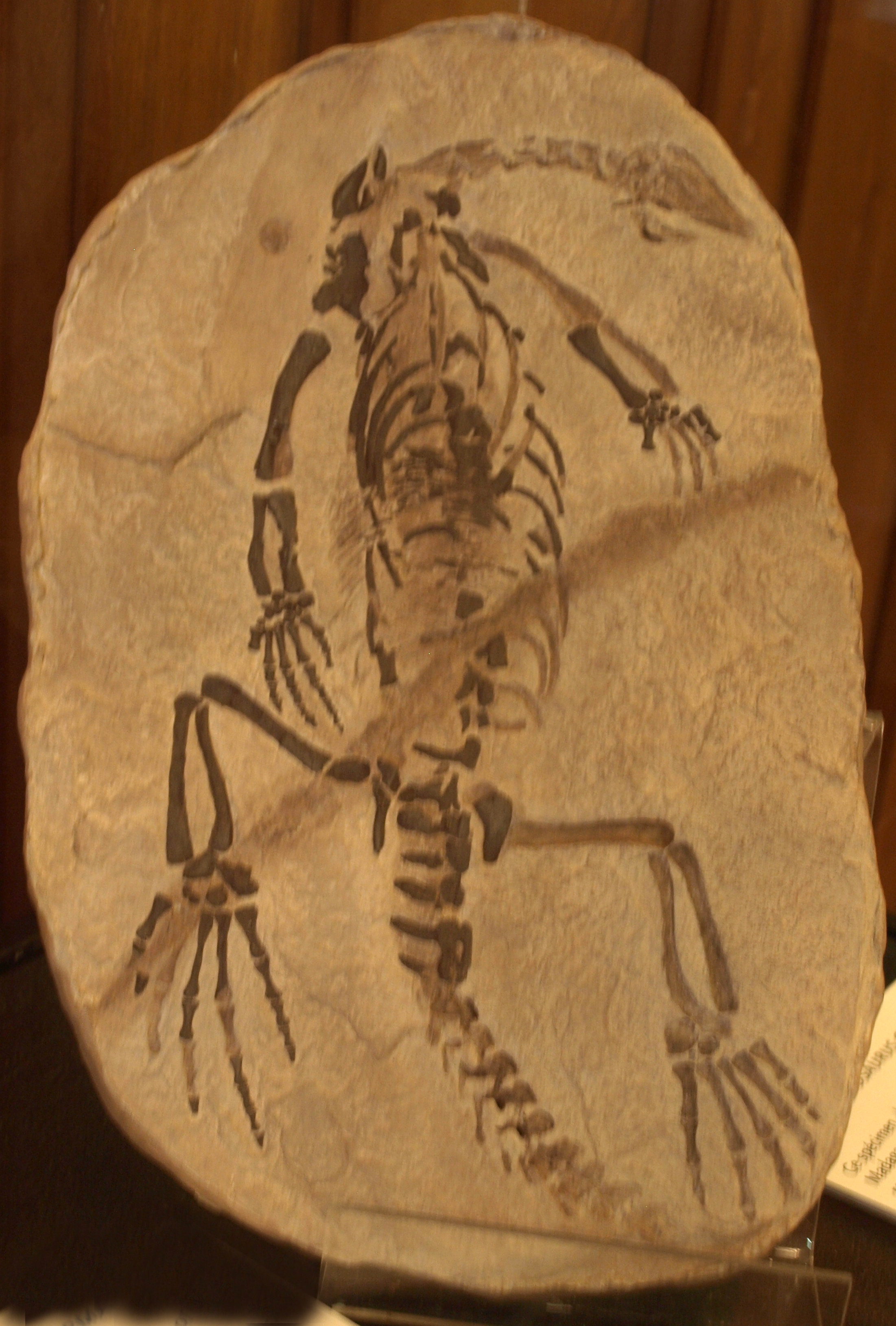
Claudiosaurus